# 资阳临空站
资阳临空站位于中华人民共和国四川省资阳市雁江区，是成都市域铁路资阳线的一座车站，于2024年9月29日启用。

## 车站概要
资阳临空站位于资阳市临江镇大堰村（雁溪湖附近），是自成都方向的第三个车站，也是进入资阳的第一个车站。规划建设期间，本站曾用名“临空经济区站”。

## 车站结构
资阳临空站采用网架结构，整体全长135米，两端各悬挑20米，径向宽度29米，高度24米。资阳临空站总长95米，总宽19米，总建筑面积6283.87平方米，是一座地上三层高架车站。站点采用侧式站台设计，其中地上一层为设备层，地上二层为站厅层，地上三层为站台层。
| 地上三层          | 站台 | \| 側式 · 開右邊车门 \| \| \| \| \| \| S3线往福田（终点站） \| \| \| \| S3线往资阳北站（幸福大道） \| \| 側式 · 開右邊车门 \| \| \| |
| 地上二层          | 站厅 | 自助购票 客服中心 |
| 地面              | 0    | 出口A·B 无障碍卫生间 |
| 側式 · 開右邊车门 |      | |
|                   |      | S3线往福田（终点站） |
|                   |      | S3线往资阳北站（幸福大道） |
| 側式 · 開右邊车门 |      | |

## 内装与公共艺术
资阳临空站主体结构采用机翼造型，寓意着资阳借“机”起飞、腾空而起。装修材料使用防腐耐用的铝制材料和通透的玻璃，主色选择的是银灰色，点缀的色彩则为柠檬黄和轨道蓝。

## 出入口
本站目前开放2个出入口。
|          |                         |          |      |
| 编号     | 设施                    | 指示     | 照片 |
|          | 无障碍电梯 无障碍卫生间 | 成资大道 |      |
| 出口 · B |                         | 成资大道 |      |

## 历史
- 2021年12月28日，资阳临空站主体结构封顶。[4]
- 2024年9月29日，资阳临空站启用。